# Manuel Ferrer i Profitós
Manuel Ferrer i Profitós (Tornabous, Urgell, 1933 - 9 de març de 2015) fou un agricultor i polític català.

## Trajectòria
Va estudiar peritatge agrònom que no va poder acabar, ja que va haver de treballar la terra. Ha estat president d'un Grup Sindical de Colonització (ara Societat Agrària de Transformació), dedicada a la producció i comercialització de productes hortofrutícoles. Fou cofundador del Sindicat Agrari de Lleida, que més tard es fusionà amb la Unió de Sindicats Agraris de Catalunya.
D'antuvi milità a Centristes de Catalunya-UCD, amb el que fou escollit com a senador per la província de Lleida a les eleccions generals espanyoles de 1979. Quan el 1982 es trencà al seu partit marxà a CDC, amb la que fou escollit senador per Lleida a les eleccions generals espanyoles de 1982 i 1993 i diputat a les eleccions generals espanyoles de 1986. Ha estat ponent del projecte de Llei d'Arrendaments Rústics. Membre de la Comissió Mixta de Traspassos de Funcions de la Generalitat de Catalunya amb les Diputacions.